# USS Shangri-La (CV-38)
O USS Shangri-La foi um porta-aviões operado pela Marinha dos Estados Unidos e a vigésima primeira embarcação da Classe Essex.